# Osifikace protokolu
Osifikace protokolu je jev ztěžující nebo znemožňující další vývoj daného komunikačního protokolu tím, že v síti jsou použita zařízení, která neumožňují použití nových vlastností, protože jejich programové vybavení nelze snadno aktualizovat.
Osifikace představuje velký problém při návrhu a nasazení internetových protokolů.